# Didymoglossum tahitense
Espèce
Répartition géographique
Didymoglossum tahitense est une espèce de fougères de la famille des Hyménophyllacées.

## Description

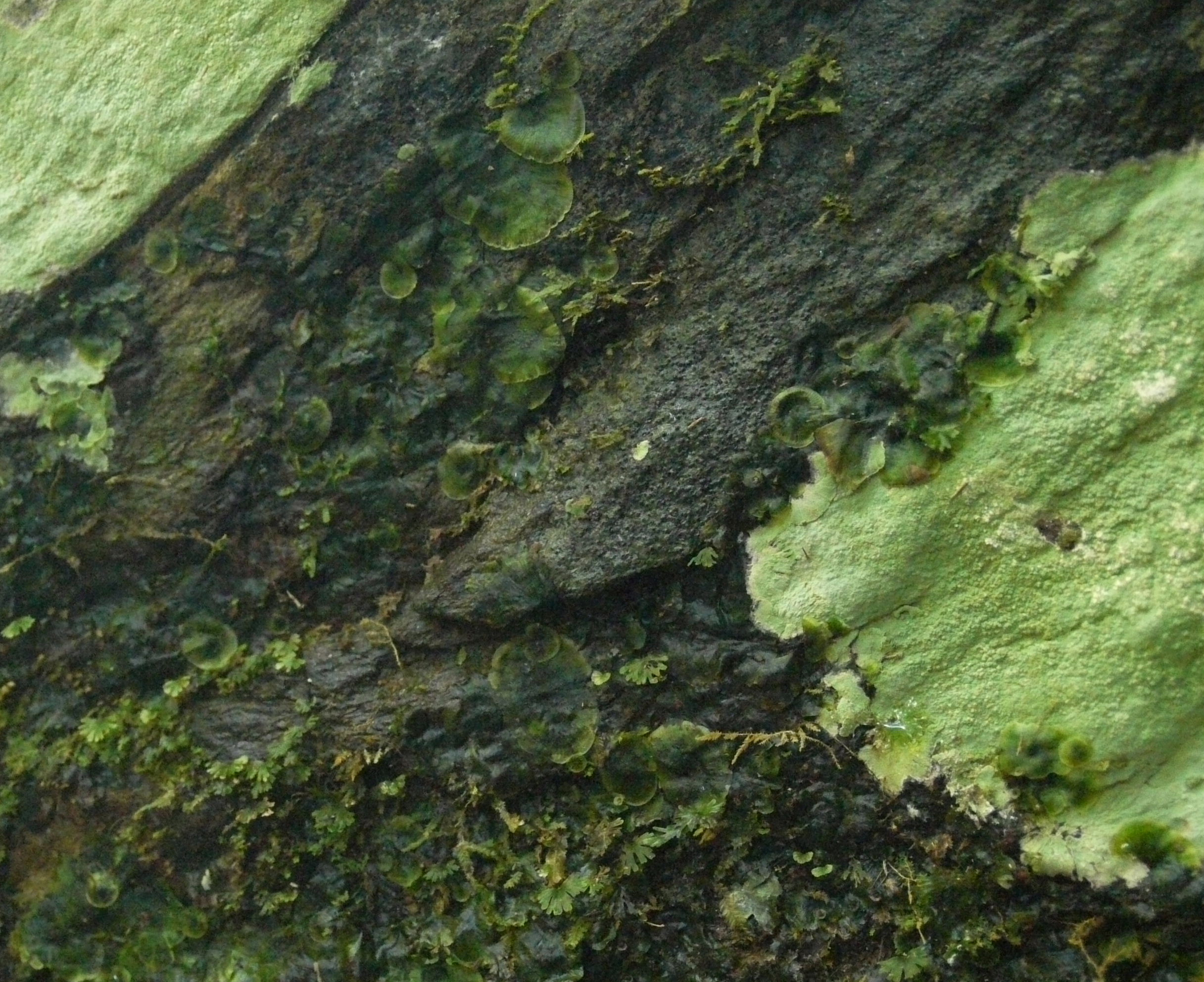
Aspect sur rocher à Okinawa

Jean Nadeaud en fournit la description suivante :
« Souches rampantes, tomenteuses, noires, entremêlées ; frondes sessiles, imbriquées, peltées, ombiliquées, larges suborbiculaires, cordées. Les veines sont de trois sortes, les unes 2 ou 3 (celles qui portent les involucres), plus accusées, émettant des veinules pinnées ; les autres partant du centre flabellées dichotomes ; enfin, un troisième ordre de veines libres, naissant du parenchyme lui-même dans sa moitié extérieure. Le bord des frondes est sinué irrégulier, la page supérieure est glabres, l'inférieure munie de radicelles, dispersées le long des veines à la façon des hépatiques membraneuses.
Les involucres au nombre de 2 ou 5 sont libres dans leur portion supérieure, arqués, dressés à rebord assez large. Les réceptacles sont allongés, courbés, portant des sporanges dans leur portion exserte. ».
Cette espèce dispose donc des caractéristiques du genre Didymoglossum, en particulier :
- des fausses nervures parallèles aux vraies nervures mais sans de fausses nervures submarginales
- une indusie tubulaire, aux lèvres dont les cellules sont distinctes des tissus du limbe.

La taille des fondes est minuscule : un centimètre de large au plus pour six à huit millimètres de long.
Comme toutes les espèces du genre, celle-ci compte 34 paires de chromosomes.

## Distribution
Cette espèce, plus épilithique qu'épiphyte dans les zones humides, est présente dans le Pacifique, dans les îles - Polynésie (en particulier à Tahiti), Vanuatu, Samoa... - mais aussi en Australie - Queensland -.

## Historique et position taxinomique
Un premier spécimen de cette fougère a été collecté à Tahiti par Jean Nadeaud qui en a assuré la description en 1873.
La même année, Eugène Pierre Nicolas Fournier, sur la base d'un autre échantillon collecté par Eugène Vieillard, la dénomme Microgonium omphalodes. En 1906, Carl Frederik Albert Christensen la replace dans le genre Trichomanes : Trichomanes omphalodes tout en suspectant une synonymie avec Trichomanes tahitense (Vieill. ex E.Fourn.) C.Chr.
Six ans plus tôt, en 1867, John Gilbert Baker avait déjà décrit cette espèce à partir d'un échantillon collecté aux îles Samoa en 1864, sous le nom de Trichomanes peltatum en référence au caractère pelté des frondes ; mais il s'agit d'un homonyme illégal de Trichomanes peltatum Poir..
En 1882, Christian Luerssen replace Trichomanes peltatum Baker dans le genre Hemiphlebium : Hemiphlebium peltatum (Baker) Luerss..
Mais en 1898, Tomitarô Makino établit la synonymie avec Trichomanes tahitense.
En 1877, Vincenzo de Cesati décrit une fougère sur la base d'un échantillon en provenance du Japon sous le nom de : Trichomanes pannosum Ces. : en 1975, Toshiyuki Nakaike établit la synonymie avec Microgonium tahitense.
En 1963, Mary Douglas Tindale relace le basionyme de Jean Nadeaud dans le genre Microgonium : Microgonium tahitense (Nadeaud) Tindale.
Enfin, en 2006, Atsushi Ebihara et Kunio Iwatsuki reversent le basionyme de Jean Nadeaud dans le genre Didymoglossum .
Cette espèce compte donc de nombreux synonymes, résultat à la fois des remaniements taxinomiques et des difficultés pour faire la part des variations au sein d'une même espèce des réelles différences spécifiques :
- Hemiphlebium peltatum (Baker) Luerss.
- Microgonium omphalodes Vieill. ex E.Fourn.
- Microgonium tahitense (Nadeaud) Tindale
- Trichomanes omphalodes  (Vieill. ex E.Fourn.) C.Chr.
- Trichomanes pannosum Ces.
- Trichomanes peltatum Baker
- Trichomanes tahitense Nadeaud

L'espèce Didymoglossum tahitense est classée dans le sous-genre Didymoglossum.